# Garnerans

Garnerans este o comună în departamentul Ain din estul Franței.